# Arnswaldt (Adelsgeschlecht)
Arnswaldt, auch Arnswald, seltener Arneswalt und Ahrenswald geschrieben, ist der Name eines thüringischen Uradelsgeschlechts mit dem gleichnamigen Stammhaus bei Stolberg im Harz. Die Familie ist eines Stammes und Wappens mit den ausgestorbenen von Ascherode und von Tüticherode. Einige Mitglieder der Familie führten seit dem ausgehenden 19. Jahrhundert den Titel Freiherr oder Baron.
Keine Stamm- oder Wappenverwandschaft besteht hingegen mit den gleichnamigen, ebenfalls ausgestorbenen, ursprünglich neumärkischen von Arnswald.

## Geschichte
Stammvater des Geschlechtes ist Bŭrchardus de Hohenstein, der am 4. September 1178 erstmals urkundlich erscheint. Als dessen Bruder wird 1217 Hermanni [...] de Arenswalt genannt, der in dieser Zeit im Arnswald (Aar-Wald oder Adlerwald, in dem Adler hausten) in der Nähe von Uftrungen siedelte, und dort auf dem Schlosskopf dieses Waldes seine Burg baute.

## Wappen
Blasonierung: In Blau ein mit drei roten Rosen belegter silberner schrägrechter Balken. Auf dem Helm mit blau-silbernen Decken ein offener, wie der Schild bezeichneter Adlerflug, rechts schräglinks und links schräg-rechts.

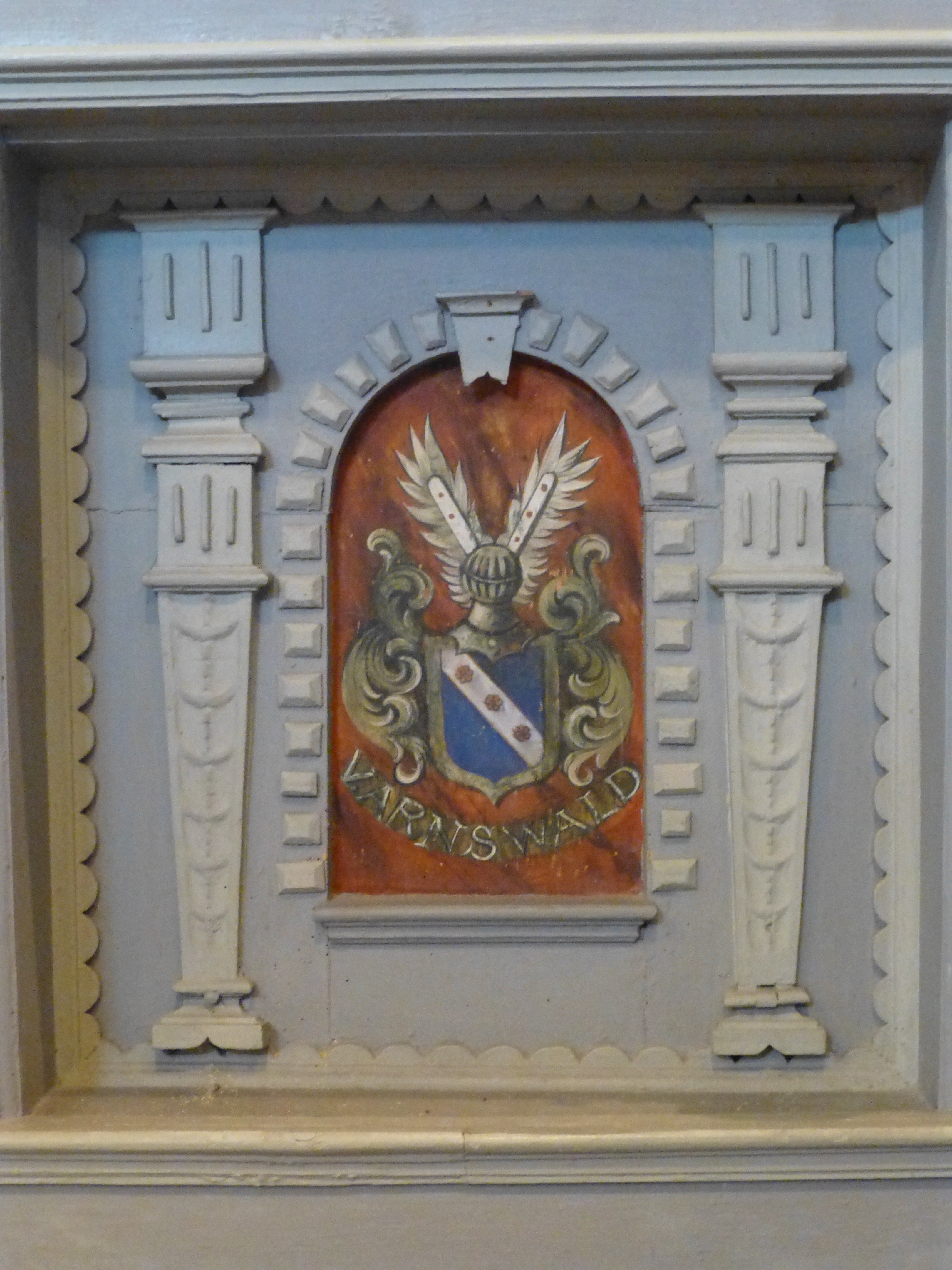
Arnswald Wappen in der Kirche von Kelbra
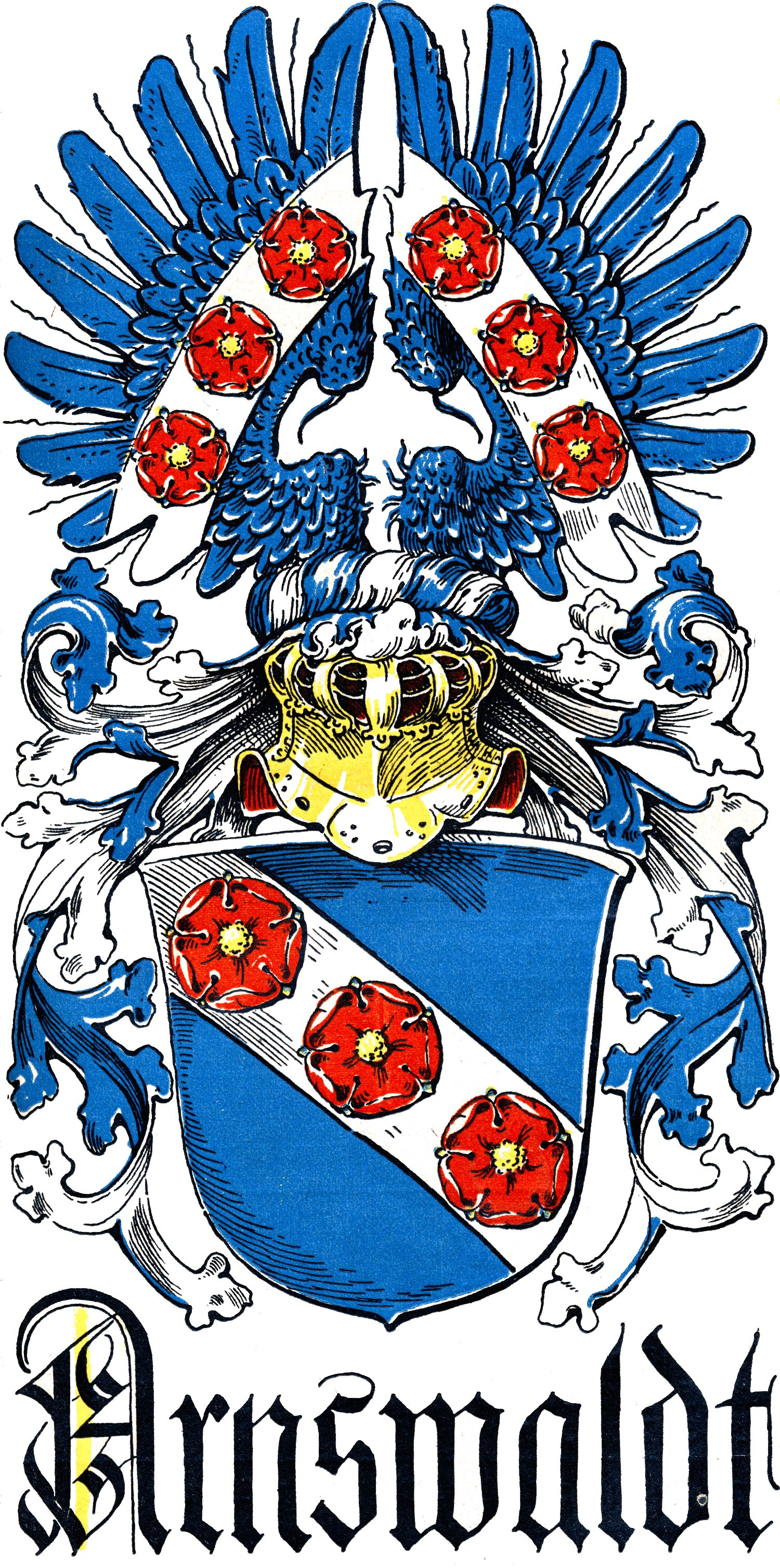
Wappengrafik von Otto Hupp im Münchener Kalender von 1896

## Persönlichkeiten
- Karl Gottlieb von Arnswaldt (1690–1751), Generalfeldwachtmeister[6]
- Wolf Ehrenreich von Arnswaldt (1683–1755), gräflich-stolbergischer Hofmeister und Berghauptmann
- Christian Ludwig August von Arnswaldt (1733–1815), Minister
- Karl Friedrich Alexander von Arnswaldt (1768–1845), Wissenschaftspolitiker, Staatsminister des Königreichs Hannover und Kurator der Georg-August-Universität in Göttingen
- August von Arnswaldt (1798–1855), Literat
- Bernhard von Arnswald (1807–1877), Kammerherr, Schlosshauptmann, Oberstleutnant und Kommandant der Wartburg,
- Friedrich Heinrich Ernst Hermann von Arnswald (1813–1884), Soldat, Kommandant der Wartburg nach Bernhard von Arnswald, verheiratet mit Emma Caroline Jungherr (1820–1881),
- Werner von Arnswaldt (1832–1899), Reichstagsabgeordneter der Deutsch-Hannoverschen Partei (Welfenpartei)
- Hermann von Arnswaldt (1841–1910), Reichstagsabgeordneter der Deutsch-Hannoverschen Partei (Welfenpartei) ⚭ Bertha von Arnswaldt, geb. Holland (1850–1919), Berliner Salonière
- Georg von Arnswaldt (1866–1952), deutscher Forstwirt; Begründer des staatlichen Naturschutzes in Mecklenburg
- Werner Konstantin von Arnswaldt (1877–1941), deutscher Genealoge und Autor
- Hans Jürgen von Arnswaldt (1897–1988), deutscher Forstwirt